# Панайот Димитров
Панайот Димитров Минев е български фармацевт и общественик.

## Биография
Роден е на 27 март 1872 година в град Ески Джумая. Завършва средно образование в родния си град. След това се установява в София, където до 30 октомври 1893 г. работи като помощник аптекар в Александровската първокласна болница. На 1 ноември 1893 г. е назначен за аптекар и завеждащ санитарния склад при Първа пехотна софийска дивизия. През 1894 г. заминава за Германия, където се записва студент по фармация в кралския Байер Лудвиг-Максимилиан университет в Мюнхен и завършва през 1897 г. Завръщайки се в България започва работа като военен аптекар в Сливен. На 15 октомври 1906 г. сключва брак с д-р Захарина Димитрова. Семейството работи и живее в Сливен до 1910 г. Като военен аптекар от запаса, Панайот Димитров получава концесия за отварянето на аптека в много от българските градове. От всичките предложения, избира Татар Пазарджик и на 10 март 1910 г. регистрира собствена аптека. През периода 1912 – 1918 г. участва като началник санитарен склад и достига до военното звание – подполковник от запаса.
През Първата световна война е награден с орден „За военна заслуга“.

## Обществена дейност
Участва активно в управлението на Пазарджик като общински съветник, училищен настоятел, читалищен деятел и дарител, за което Околийският управител на Пазарджик през септември 1938 г. прави предложение до Областния директор на Пловдив да бъде награден с орден за заслуги. Още с пристигането си в Пазарджик през 1910 г. той е един от учредителите на Популярна банка, на която остава член до края на живота си. Инициира заедно със съпругата си през 1930 г. създаването на кооперация „Извор“ – дружество за водоснабдяване на Пазарджик с чиста питейна вода. В резултат от дейността на кооперацията е построен нов водопровод за града, с начало от село Ивайло. Той организира своите съседи, със собствени средства, на обществени начала, да включат къщите си в канализационната мрежа, която започва от новопостроената сграда на Съдебната палата. По същия начин успява да организира съгражданите си със собствени средства да участват в полагането на гранитни павета на три околни улици. Заедно със своята съпруга развива и широка благотворителна дейност: купуват и подаряват на Община Пазарджик санитарна линейка „Мерцедес“, за бърза медицинска помощ, обзавеждат родилния и старчески домове в града, построяват летен масивен лагер за учениците от Първа прогимназия „Климент Охридски“ и финансират храненето на децата. Построяват със собствени средства и чешма „Геран“. Подпомагат финансово училищата със закупуване на учебници за бедните деца, пособия и др. Подпомагат материално – с храна, пари, дрехи, лекарства или безплатно лечение, много бежански семейства от Македония. Издържат и отглеждат в дома си и много роднински деца. Със своята дарителска дейност е популярен не само в Пазарджик, но и в Търговище. Там подпомага с лични средства строителството и оборудването на Безплатна ученическа трапезария, сграда за гимназията, църквата „Св. Иван Рилски“ и прави дарения на частни лица. За проявена гражданска позиция към родния град, през февруари 1940 г. Общинският съвет взема решение „да го провъзгласи за почетен гражданин“, и наименува на негово име улицата, на която е родната му къща. Но решенията на съвета не са реализирани по неизвестни причини. Панайот Димитров е член на съюзните дружества „Еледжишки юнак“ и колоездачното „Печенеги“ в Пазарджик. Членува и в съюзната организация на аптекарите в България като активно се включва в организационния живот на дружеството.
Вече тежко болен, през юни 1948 г., пише заявление до Министерството на народната здраве – Аптечен отдел, с копие до общината в Пазарджик, в което заявява, че желае да отстъпи Концесионната аптека с целия неин инвентар и налични медикаменти на Пазарджишката народна община, след надлежна оценка и обезщетение. Следва процедура по заявлението и на 27 юли 1949 г. комисия извършва национализация на аптеката, съгласно искането на собственика ѝ. Умира на 15 юни 1949 г. в София.
Личният му архив се съхранява в Семеен фонд Димитрови (фонд 571К) в Държавен архив – Пазарджик. Той се състои от 75 архивни единици от периода 1892 – 2009 г.